# Долина Вальбоны
Национальный парк Долина Вальбоны (алб. Parku Kombëtar "Lugina e Valbonës") — природоохранная зона, расположенная на севере Албании, на территории округа Тропоя, область Кукес, в 25-30 километрах к северо-западу от города Байрам-Цурри.
Один из трёх национальных парков Албании, образованных 15 января 1996 года Постановлением Совета министров № 102 (два других — Qafë Shtamë и Zall Gjoçaj). Площадь парка составляет 80 квадратных километров, занимаемых верхней частью долины реки Вальбона в Северо-Албанских Альпах. На севере парк продолжается через границу с Черногорией, на западе смыкается с национальным парком Тети (алб. Thethi), на востоке — с природным резерватом Lumi i Gashit. Перепад высот на территории парка составляет от 400 до 2692 метров над уровнем моря. В склонах долины имеются многочисленные пещеры, среди них — пещера Драгоби, где завершил свой жизненный путь национальный албанский герой Байрам Цурри.
Албания, Черногория и Косово планируют образовать в этой местности трёхнациональную природоохранную территорию, так называемый «Парк балканского мира».

## Флора
Среди деревьев, произрастающих на территории парка, встречаются бук европейский (Fagus sylvatica), сосна Гельдрейха (Pinus heldreichii), сосна румелийская (Pinus peuce), сосна обыкновенная (Pinus silvestris), каштан посевной (Castanea sativa), орех грецкий (Juglans regia), яблоня лесная (Malus sylvestris)и другие.

## Фауна
Среди крупных млекопитающих, населяющих территорию парка, встречаются европейский бурый медведь (Ursus arctos arctos), евразийский волк (Canis lupus lupus), балканская рысь (Lynx lynx balcanicus), европейская косуля (Capreolus capreolus), серна (Rupicapra rupicapra), кабан (Sus scrofa).

## Галерея

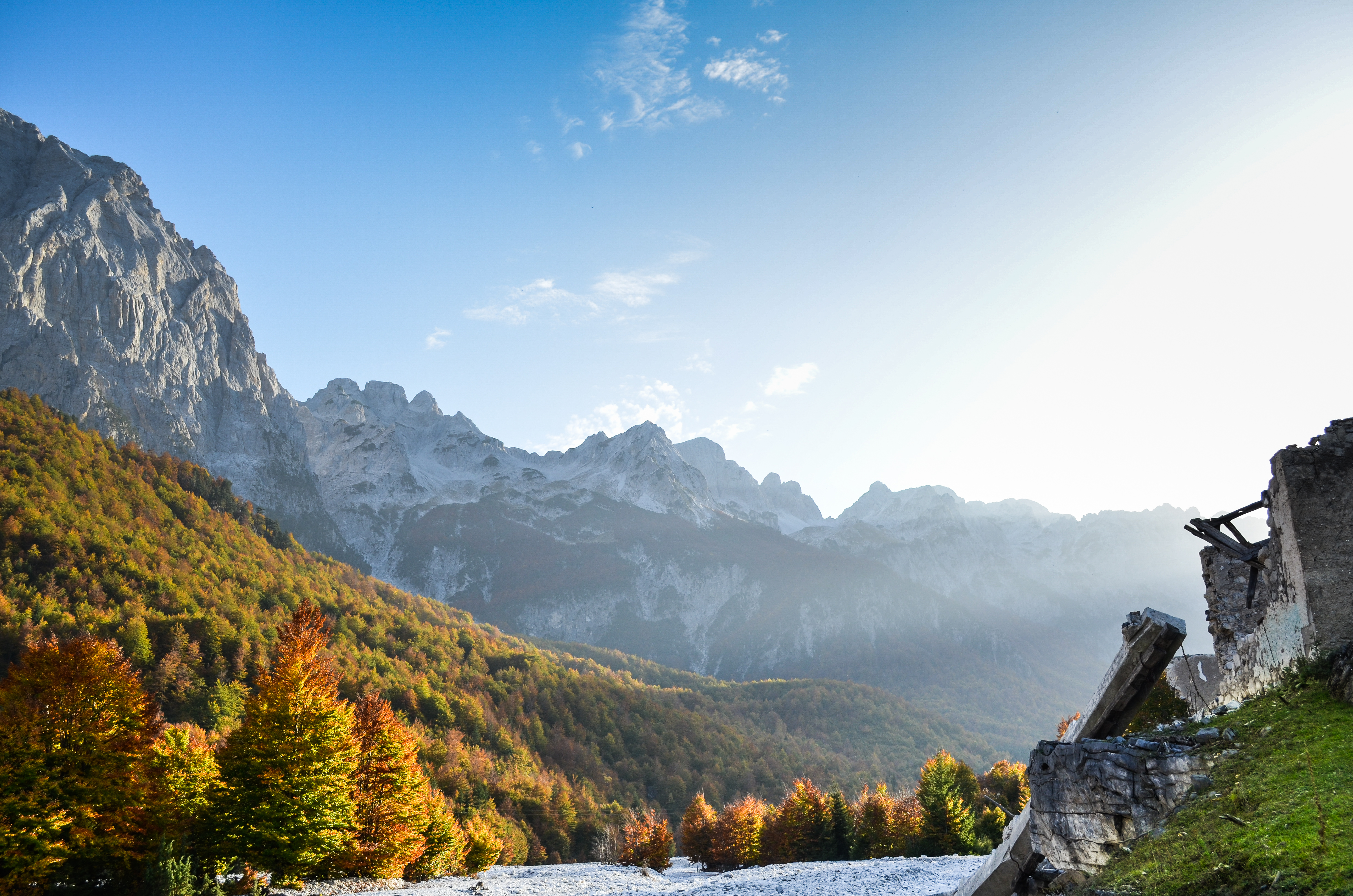
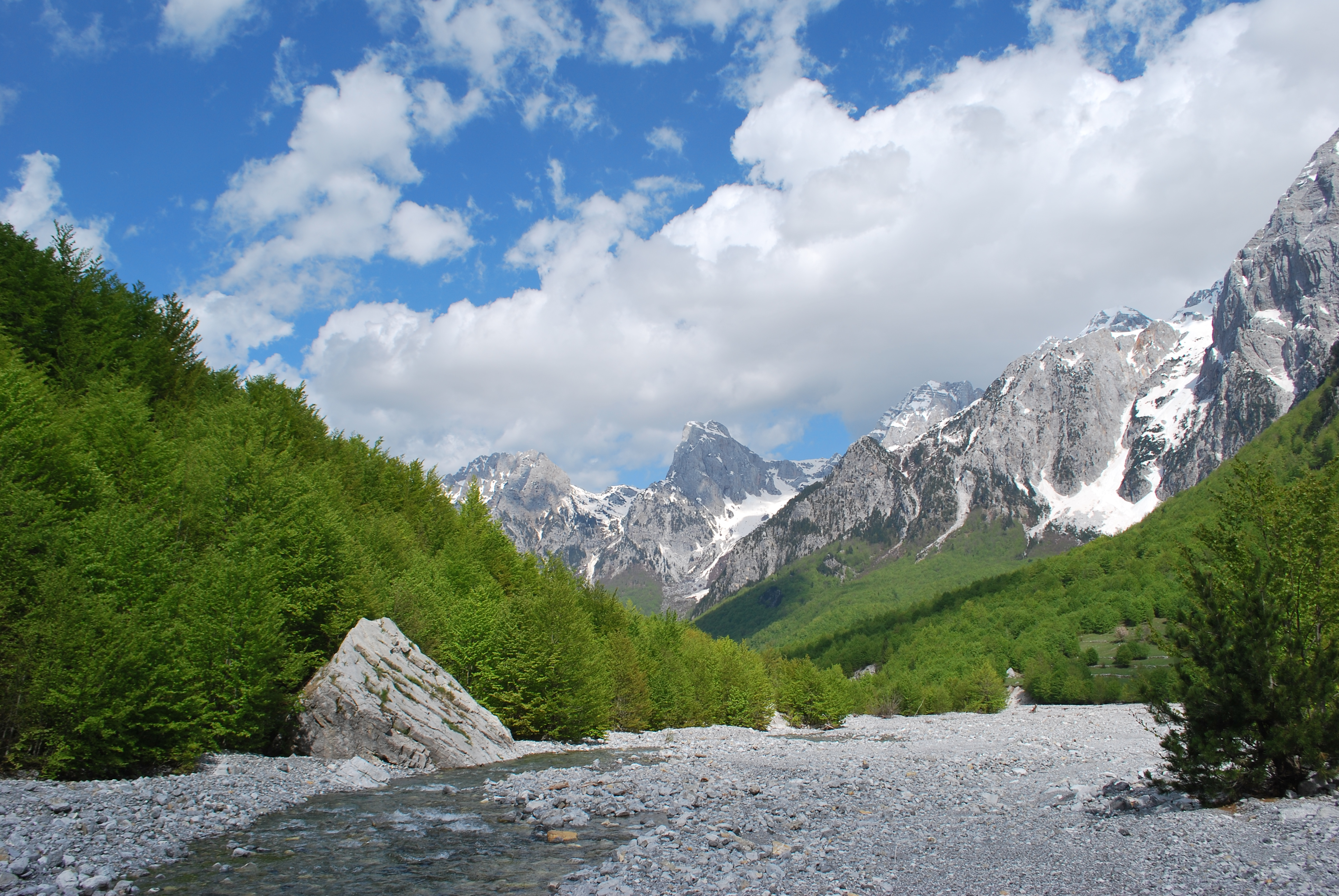
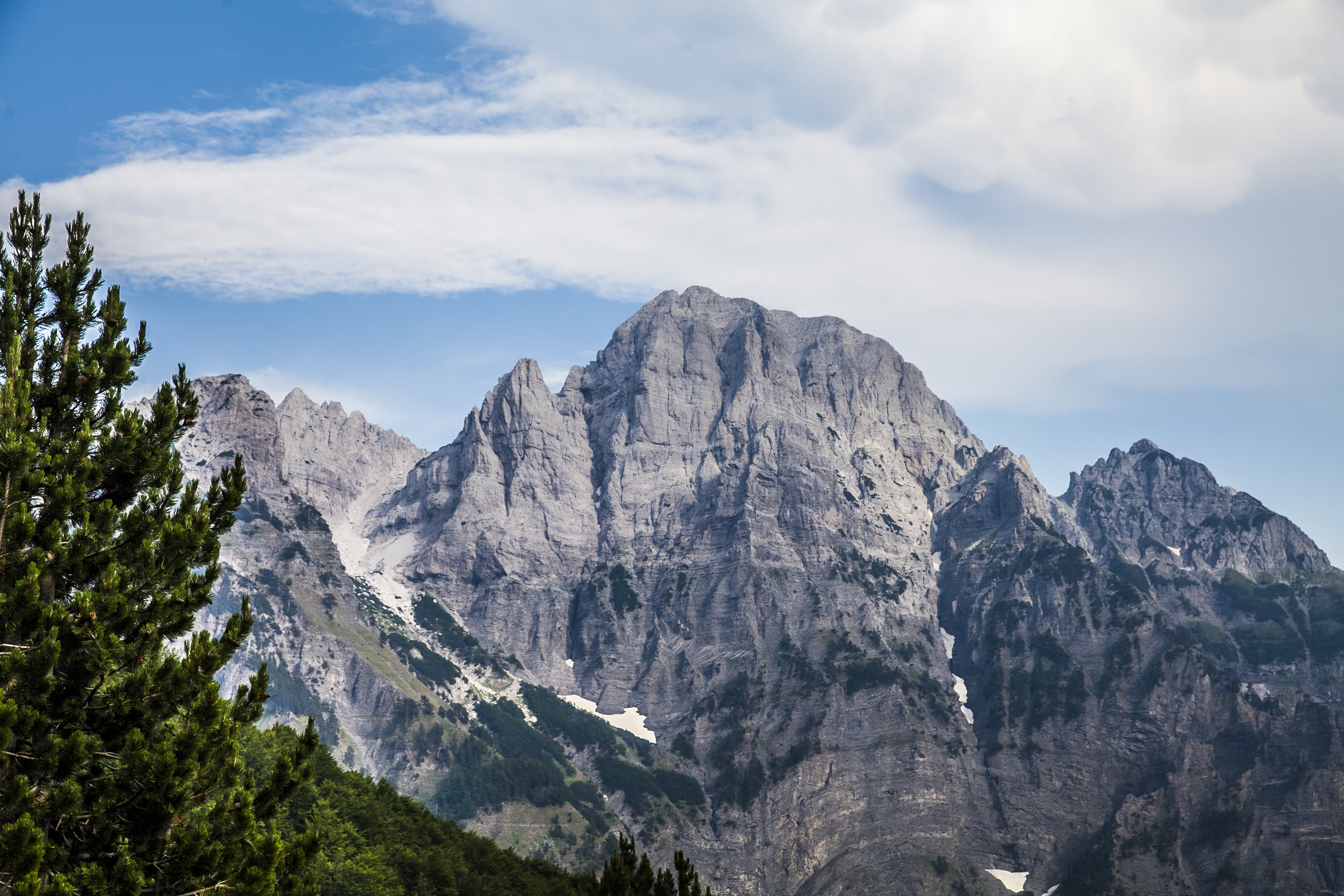
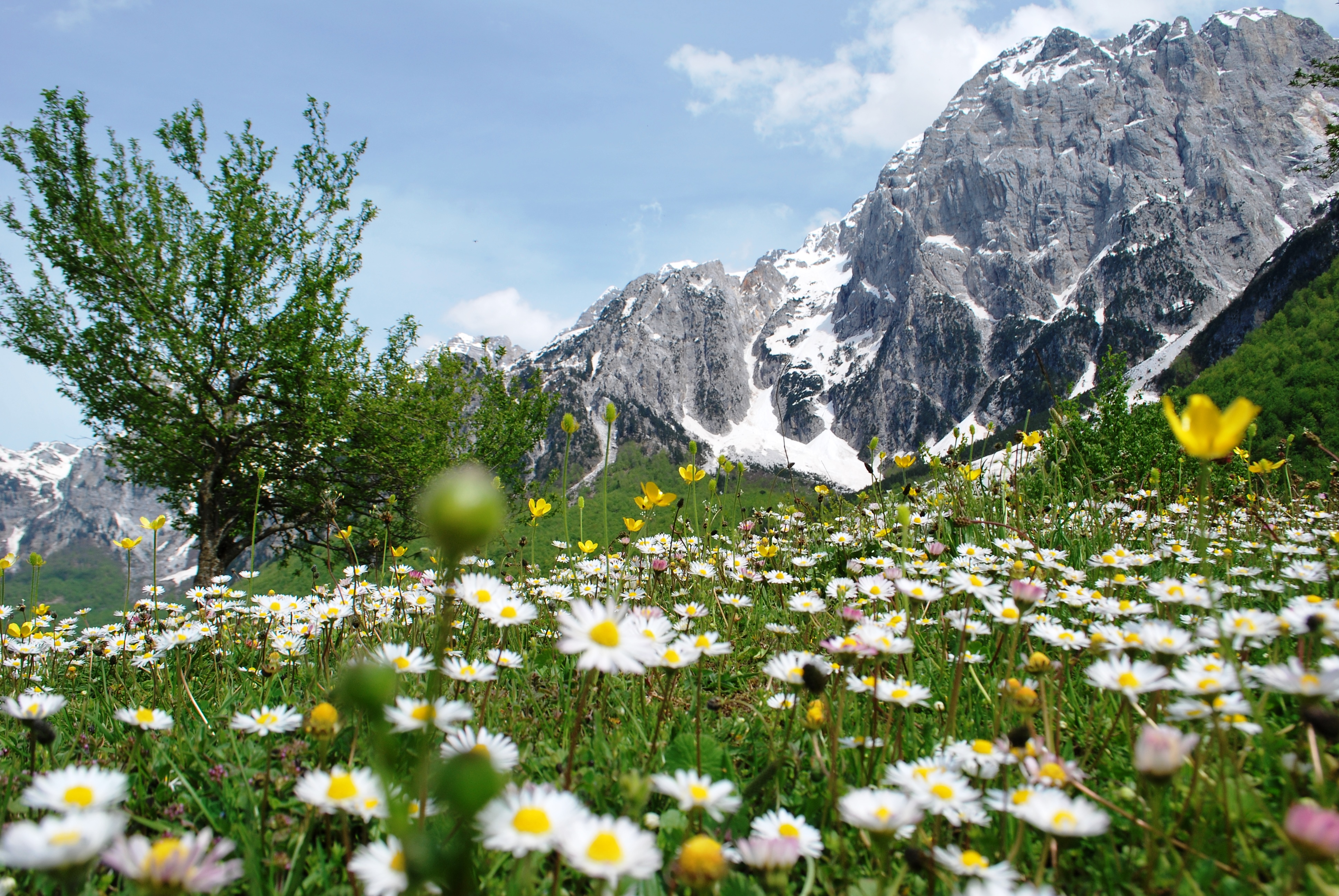
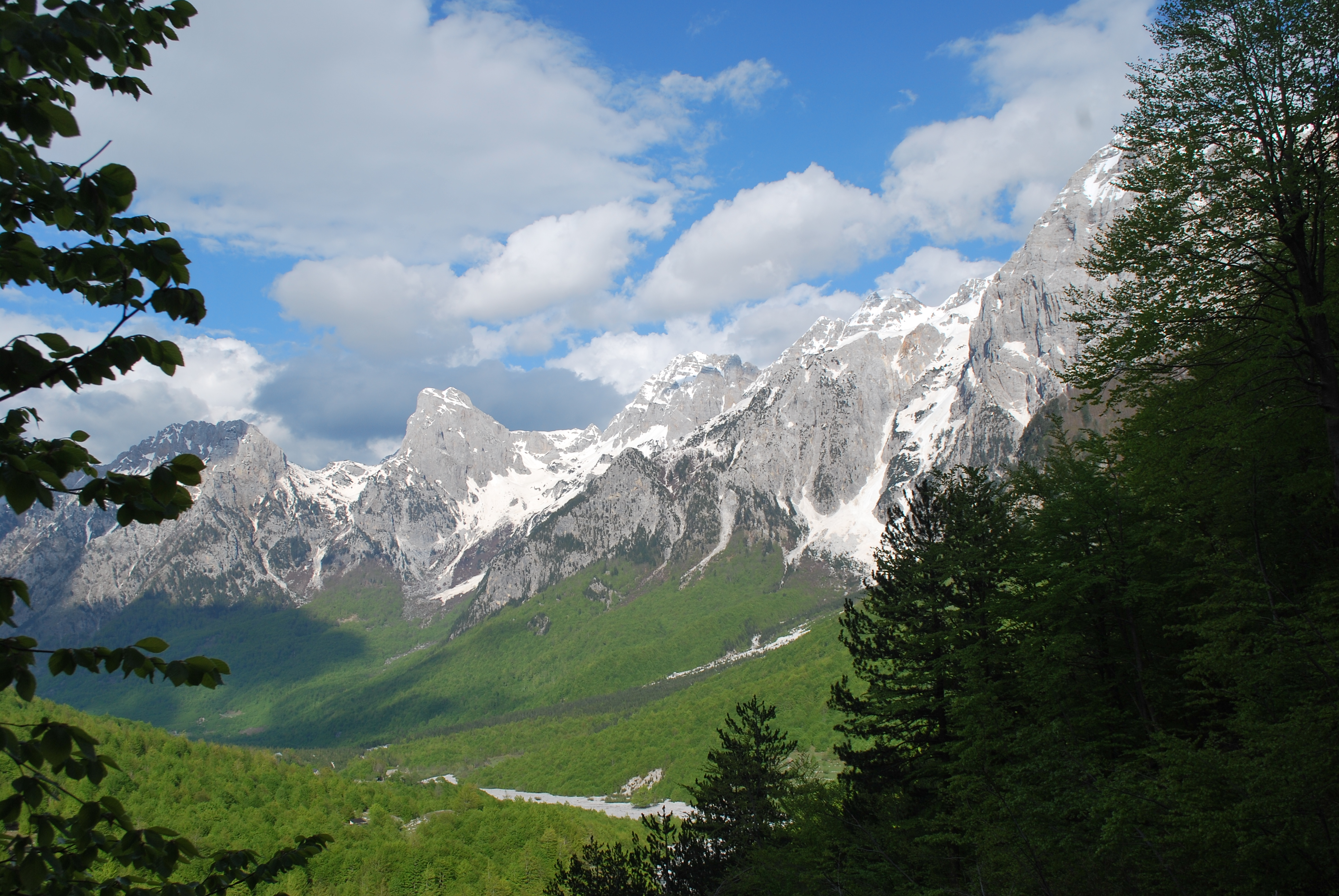